# 江川崎站
江川崎站（日语：／ Ekawasaki eki */?）是一位於日本高知縣四萬十市西土佐江川崎、隸屬於四國旅客鐵道（JR四國）的鐵路車站。車站編號為G34。2013年8月12日，因錄得攝氏41度的高溫而被稱為「JR四國島內最熱的車站」。

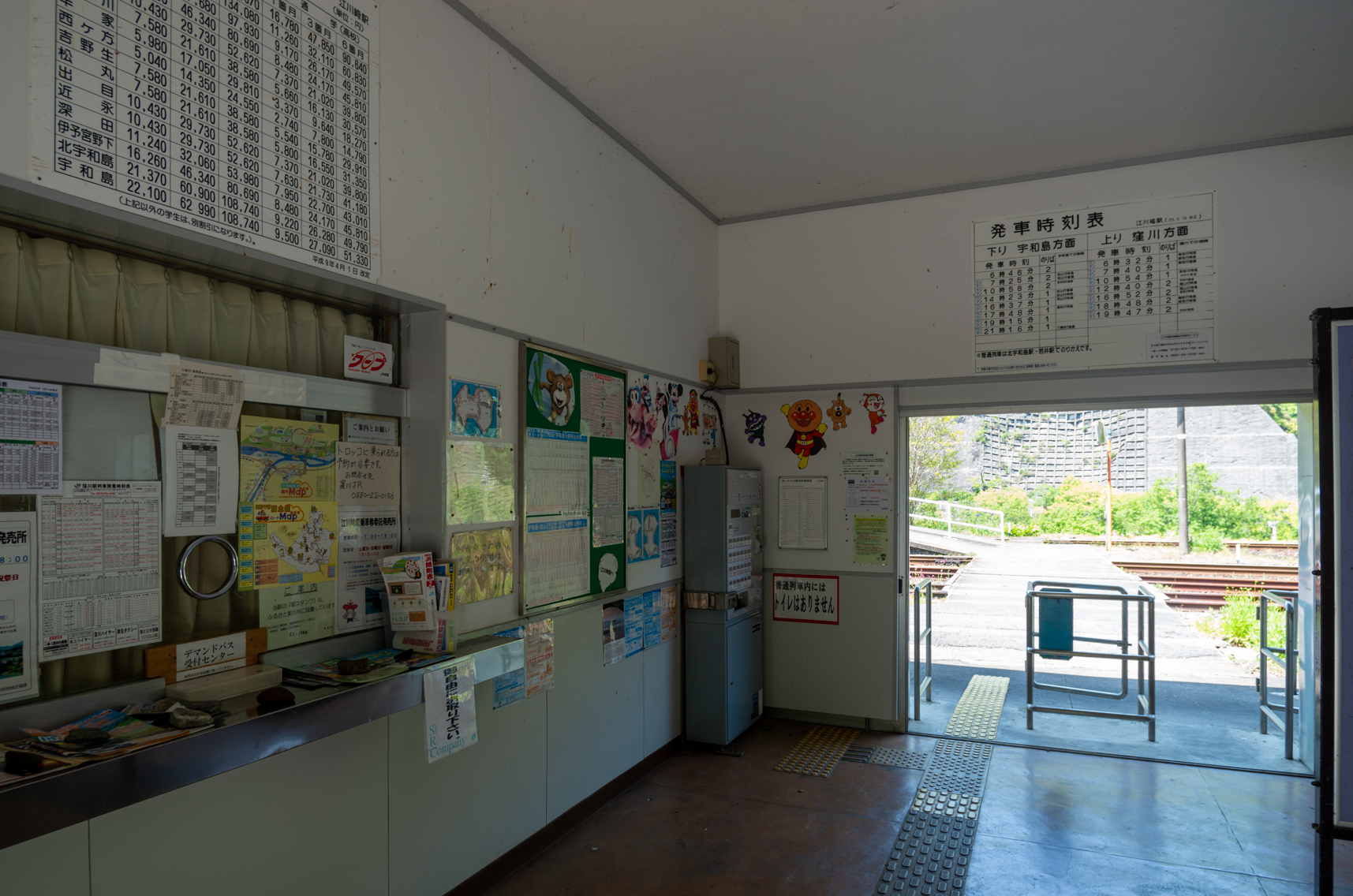
驗票口（2013年5月）

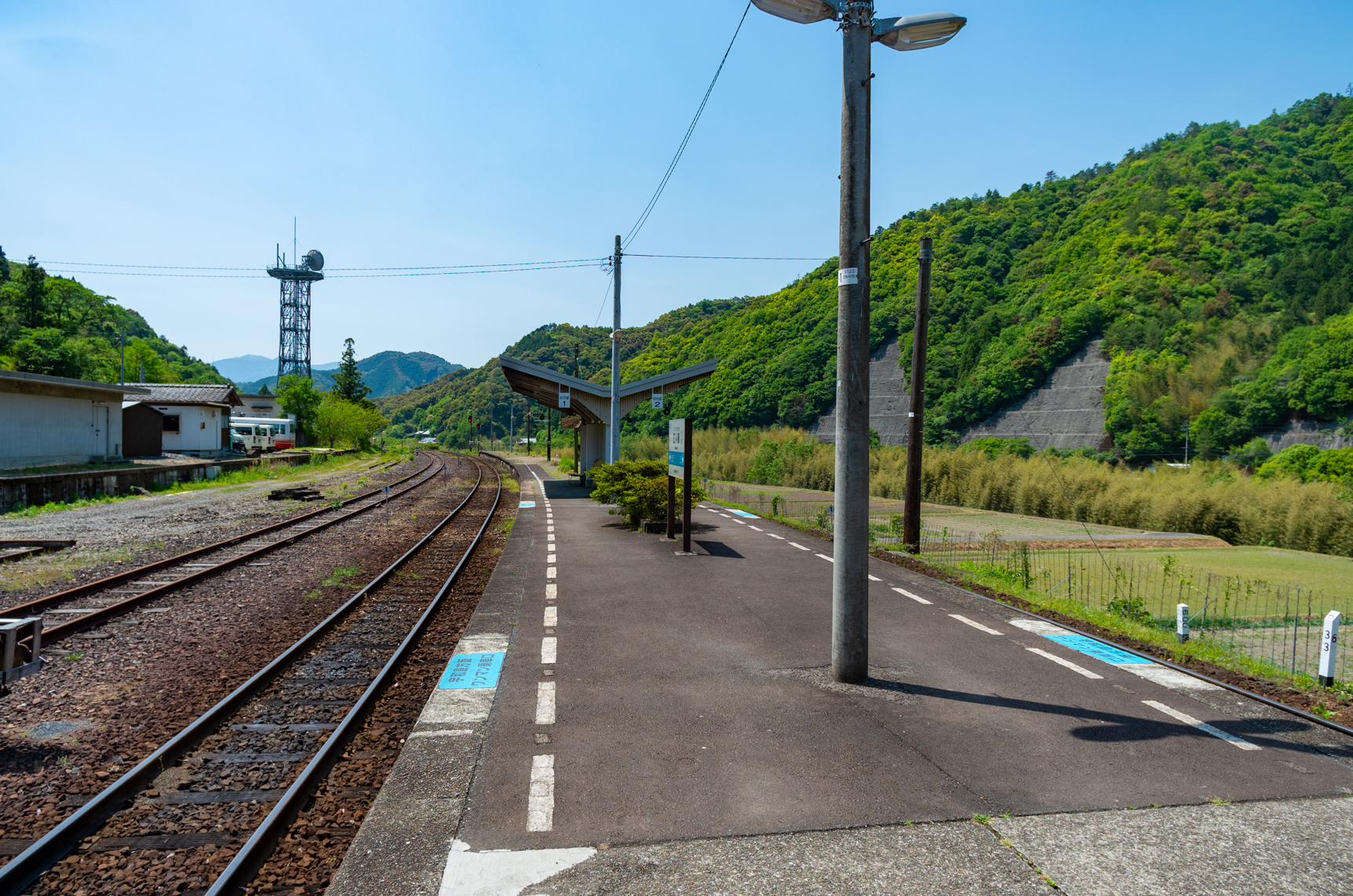
月台（2013年5月）

## 車站構造

### 站房
本站原為磚所砌成的單層站房，後來經過翻新，外牆加裝了金屬層板，另外近站務室部份加建了二樓，2010年10月1日前，本站是予土線內唯一的直營中途站。由於JR四國精簡人手，當日起變成無人站，車票改由站房東邊的四萬十川觀光中心負責，委託代售定期劵／單程票等售票事宜，但整理劵（即原車票不足以支付全程車費，需要補回差價）則仍需在列車上辦理。觀光中心亦是四萬十川遊覽巴士的西邊總站。
每天前往宇和島的首發列車是以本站始發，是來自早一日於宇和島開出到本站的末班區間車，到達後留在站內軌道上，駕駛員會在站房留宿至第二天早上為止。

### 月台配置
本站設有島式月台一個，提供了1面2線的月台配置。月台及車站以平交道連接，位於月台末端向半家站方向，乘客需橫過1號月台路軌才能到達。月台的有效長度達5卡，是予土線甚至是窪川站以南較少擁有的規模。
1號月台旁有兩條側線路軌，用作備用列車或工程車停置。每朝上、下行各有一班由本站開出的列車，便是在前一日停靠在側線上。
| 月台 | 路線    | 方向 | 目的地     | 備註                                         |
| ---- | ------- | ---- | ---------- | -------------------------------------------- |
| 1    | ■予土線 | 上行 | 窪川方向   | 交換列車時使用，區間列車始發、終點停靠月台。 |
| 2    | ■予土線 | 上行 | 窪川方向   | 主要使用月台                                 |
| 2    | ■予土線 | 下行 | 宇和島方向 | 主要使用月台                                 |

## 歷史
- 1953年3月26日：開業，最初為終點站。
- 1974年3月1日：路線伸延至若井站，改為中途站。
- 1987年4月1日：日本國鐵分割民營化，車站的營運由JR四國繼承。
- 2010年10月1日：無人化。[3]
- 2014年3月6日，於月台範圍近改札閘口加設了「戀愛長櫈」（らぶらぶベンチ，Love Love Bench），與土讚線的坪尻站成為JR四國內首兩個新設的觀光設施。[1]

## 使用狀況
根據國土交通省「國土數值情報」，以下為1日平均上下車人次：
| 年度 | 1日平均 乘車人次 | 1日平均 乘車人次 |
| ---- | ---------------- | ---------------- |
| 2011 | 52               |                  |
| 2012 | 48               |                  |
| 2013 | 60               |                  |
| 2014 | 56               |                  |
| 2015 | 52               |                  |
| 2016 | 50               |                  |
| 2017 | 46               |                  |
| 2018 | 46               |                  |
| 2019 | 38               |                  |
| 2020 | 20               |                  |
| 2021 | 22               |                  |
| 2022 | 20               |                  |

## 相鄰車站
只限普通列車停靠。臨時觀光列車四萬小火車停靠站。
四國旅客鐵道（JR四國）
■予土線
半家（G33）－江川崎（G34）－西方（G35）

## 外部連結
- JR四國江川崎站 （页面存档备份，存于）